# Королівський мухоїд
Королівський мухоїд (Onychorhynchus) — рід горобцеподібних птахів родини бекардових (Tityridae). Включає чотири види.

## Систематика
Традиційно рід Onychorhynchus відносили до родини тиранових (Tyrannidae), згодом до родини Onychorhynchidae. У 2007 році, на основі молекулярного філогенезу, віднесли до бекардових.

## Поширення
Представники роду живуть у тропічних гірських вологих лісах Центральної і Південної Америки.

## Види
- Мухоїд королівський (Onychorhynchus coronatus)
- Віялочуб північний (Onychorhynchus mexicanus)
- Віялочуб еквадорський (Onychorhynchus occidentalis)
- Віялочуб бразильський (Onychorhynchus swainsoni)